# Bene Israel
Bene Israel traduït com Fills d'Israel, són un grup de jueus que van emigrar al segle xix de l'oest de Maharashtra (Índia) a prop de les ciutats, principalment a Bombai, Pune, Ahmedabad, i Karachi (Karachi més tard va esdevenir part del Pakistan).
L'idioma nadiu dels Bene Israel és el marathi. La majoria de Bene Israel han emigrat a Israel, però encara en queden uns 4.500 a l'Índia i el Pakistan. Els Bene Israel comparteixen l'herència genètica dels cohanim, amb Moisès, i les seves tradicions provenen dels que van escapar de les persecucions a Galilea en el segle ii aC.